# دانشگاه الجزایر ۳
دانشگاه الجزایر ۳ (عربی: جامعة الجزائر 3) یا دانشگاه الجزایر ۳ ابراهیم سلطان شیبوط – یا آنگونه که قبلاً نامیده می‌شد دالی ابراهیم یک دانشگاه دولتی الجزایر است که در شهرداری دالی ابراهیم در پایتخت (الجزیره) واقع شده‌است.

## تاریخچه
این دانشگاه در ۲۲ اکتبر ۲۰۰۹ توسط فرمان اجرایی شماره ۰۹–۳۴۱ تأسیس شد. دانشگاه دالی ابراهیم پس از تقسیم دانشگاه الجزایر به سه دانشگاه، دانشگاه الجزایر۳ نامگذاری شد. این دانشگاه شامل دو دانشکده و یک انستیتو است: دانشکده علوم اقتصادی، دانشکده علوم مدیریت، دانشکده علوم سیاسی و روابط بین‌الملل، دانشکده علوم، رسانه و ارتباطات، و انستیتو تربیت بدنی و ورزش.

## کالج‌ها و موسسات دانشگاه
- دانشکده علوم اقتصادی و علوم مدیریت
- دانشکده علوم و ارتباطات: واقع در دره حیدرا در خیابان دودو مختار، خیابان مکتظ، که سفارتخانه‌هایی مانند سفارت عربستان سعودی، عمان، نیجر، نروژ و ایران و همچنین مقر سفیر ونزوئلا در آن قرار دارد.
- دانشکده علوم سیاسی و روابط بین‌الملل.
- انستیتو تربیت بدنی و ورزش